# Jacques Gotko
Jacques Gotko, właśc. Jakow (Jankiel) Gotkowski (ur. 1900 w Odessie, zm. 2 stycznia 1944 w KL Auschwitz) – białoruski malarz i grafik pochodzenia żydowskiego tworzący we Francji.
W 1905 w Rosji miały miejsce częste pogromy ludności żydowskiej, rodzina Gotkowskich postanowiła emigrować do Paryża. Ojciec Jankiela pracował w fabryce Fiata; zmarł w 1913, pozostawiając rodzinę w trudnej sytuacji finansowej. Mimo to Jankiel rozpoczął studia architektoniczne i scenograficzne w École des Beaux-Arts, po ich ukończeniu został scenografem filmowym. W wolnym czasie malował, jego prace zyskały uznanie krytyków podczas Salonu Niezależnych, Salonu Jesiennego i innych wystaw. Mimo osiągnięcia sukcesu artystycznego i finansowego w 1935 opuścił Paryż i zamieszkał z rodziną w departamencie Charente-Maritime, gdzie cały swój czas poświęcił malarstwu. Ostatnia wystawa prac Gotkowskiego została otwarta 26 kwietnia 1939 w paryskiej Galerii Jeanne Castelle. W lipcu 1941 Gotka jako Rosjanina aresztowano, ale po kilku dniach opuścił więzienie. Jesienią 1941 został ponownie aresztowany, była to zmasowana akcja uwięzienia osób pochodzenia żydowskiego. Został przewieziony do obozu w Compiègne, jego pracownię w Charente-Maritime i zgromadzone w niej obrazy zniszczono. Podczas pobytu w obozie nadal tworzył, powstawały wówczas akwarele i grafiki oraz drzeworyty. W obozie poznał Isisa Kischkę, Davida Goychmana, Jacques'a Ostrowskiego i Savely'ego Schleifera. We wrześniu 1942 razem z innymi więźniami został przetransportowany do obozu w Drancy, dwa miesiące później był świadkiem skierowania do transportu do Auschwitz swojej matki i siostry, ale nie mógł nic uczynić aby je ratować. Sam został skierowany do obozu w Auschwitz 31 lipca 1943, zmarł tam na tyfus 2 stycznia 1944.
Część prac stworzonych przez Gotko podczas pobytu w obozach w Compiègne i w Drancy została uratowana przez Isisa Kischkę i Georges'a Wellersa i przekazana do Beit Lohamei Haghetaot (Ghetto Fighters House Museum). Przedwojenne prace Gotko znajdują się w zbiorach Musée d'Histoire Contemporaine w Paryżu.